# Backspin (Magazin)

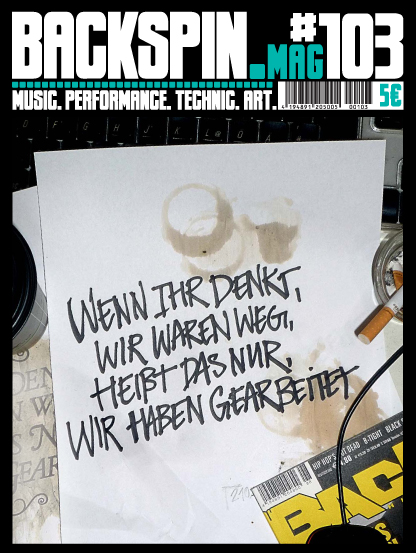
Cover der Ausgabe #103, erschienen 2010

Backspin ist ein erstmals im Sommer 1994 erschienenes deutsches Hip-Hop-Magazin. Es ist die älteste aktive Publikation ihrer Art in Deutschland und erscheint viermal im Jahr im Verlag Backspin Media. Im Februar 2018 wurde die vorerst letzte Ausgabe veröffentlicht.

## Übersicht
Backspin wurde im Sommer 1994 als Magazin gegründet, heute gibt es des Weiteren den YouTube-Kanal Backspin TV so wie das Online-Radioformat Backspin FM und den Backspin Podcast mit Berichterstattung über die Jugendkultur Hip-Hop und das Genre Rap.
Geschäftsinhaber ist Niko Hüls aka Niko Backspin, der in verschiedenen Formaten auf dem YouTube-Channel von Backspin zu sehen ist. Hüls hat über das Hip-Hop-Printmagazin hinaus eine Bekanntheit für Interviews mit aktuellen Größen der Deutschrap-Szene, wie der 187 Strassenbande, Fler, oder Bushido. Backspin produziert auch eigene Dokumentationen über Rapper wie die 187 Strassenbande, Marteria oder Jalil.
Mit der Veröffentlichung der 118. Ausgabe im Februar 2018 wurde bekanntgegeben, dass man mit der Printausgabe des Magazins bis auf unbestimmte Zeit pausieren wolle, um sich der Marke vermehrt im digitalen Raum widmen zu können.